# جولي هايدن
جولي هايدن (بالإنجليزية: Julie Hayden)‏ هي محرِّرة أمريكية، ولدت في 1938 في لارتشمونت في الولايات المتحدة، وتوفيت في 14 سبتمبر 1981 في نيويورك في الولايات المتحدة.